# Art
Art je moško osebno ime.

## Izvor imena
Ime Art je skrajšana različica moškega osebnega imena Artur.

## Pogostost imena
Po podatkih Statističnega urada Republike Slovenije je bilo na dan 31. decembra 2007 v Sloveniji število moških oseb z imenom Art: 9.

## Osebni praznik
Imena Art ni v naših koledarjih.